# همامي ناصر
همامي ناصر مواليد 28 ديسمبر 1980 في قالمة، هو لاعب كرة قدم جزائري يلعب مع مولودية العلمة كمدافع.

## المسيرة الاحترافية

### أندية لعب لها
- ترجي قالمة
- جمعية الخروب
- اتحاد بسكرة
- اتحاد عنابة
- مولودية العلمة